# Pallisentis nandai
Pallisentis nandai är en hakmaskart som beskrevs av Anurup Kumar Sarkar 1953. Pallisentis nandai ingår i släktet Pallisentis och familjen Quadrigyridae. Inga underarter finns listade i Catalogue of Life.